# Бородатка плямистобока
Бородатка плямистобока (Capito maculicoronatus) — вид дятлоподібних птахів родини бородаткових (Capitonidae).

## Поширення
Вид поширений на північному заході Колумбії та сході Панами. Трапляється у низовинних дощових лісах та вторинних лісах.

## Опис

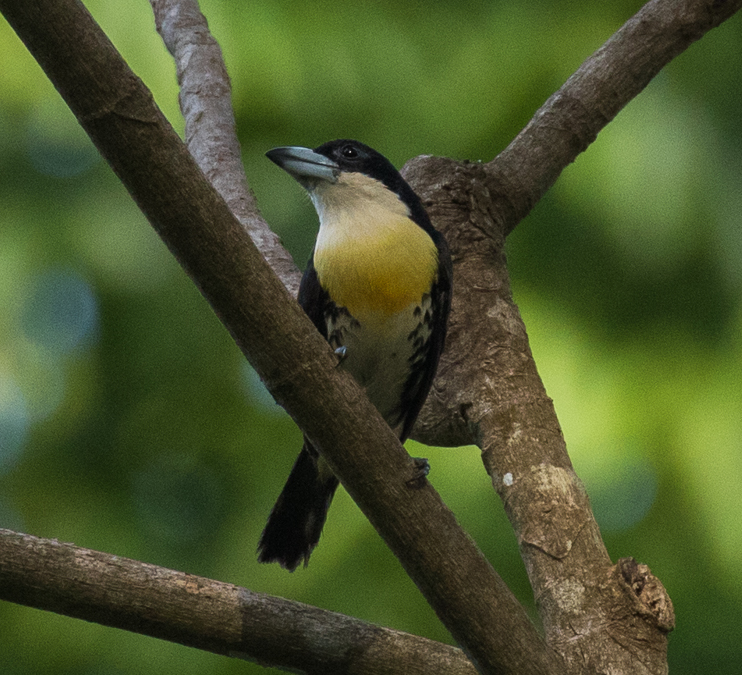

Верхня частина тіла чорна з коричневою верхівкою голови. Горло біле, груди золотисто-жовті. Черево біле з чорними плямами. Боки помаранчеві. Дзьоб міцний, сірого кольору.

## Спосіб життя
Живуе у верхньому ярусі лісів. Живиться плодами дерев, рідше комахами. Сезон розмноження припадає на період з січня по березень.